# Eisenbahnbrücke Bad Ragaz
Die Eisenbahnbrücke Bad Ragaz führt die Bahnstrecke Chur–Rorschach der Schweizerischen Bundesbahnen bei Bad Ragaz über den Alpenrhein, der hier die Grenze zwischen den Kantonen Graubünden und St. Gallen bildet.
Sie steht unmittelbar unterhalb der Einmündung der Tamina, 90 m oberhalb der Rohrbrücke und 320 m oberhalb der Rheinbrücke Bad Ragaz der Autobahn A13. Der Bahnhof Bad Ragaz ist rund 300 m von der Brücke entfernt.

## Beschreibung
Die dreifeldrige Eisenbahnbrücke ist 144,4 m lang und 14 m breit. Sie hat zwei Gleise und auf der Nordseite einen 2,8 m breiten Geh- und Radweg, mit dem der Fläscherweg über den Rhein geführt wird. Der Überbau besteht aus einem Spannbeton-Hohlkastenträger. Die beiden Stahlbeton-Pfeiler im Flussbett wurden auf Bohrpfählen gegründet.

## Geschichte

### Holzbrücke (1857)

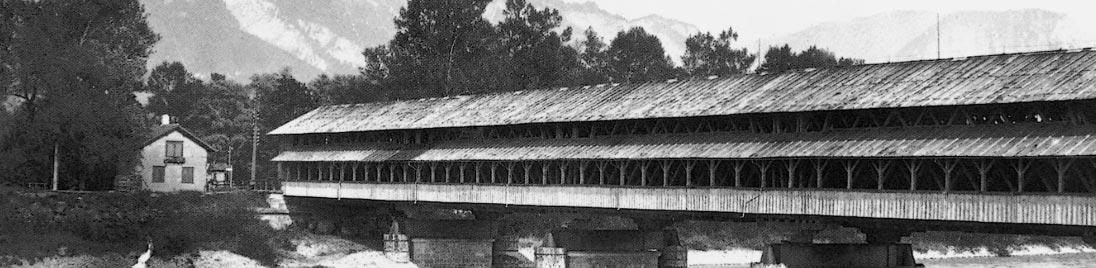
Die VSB-Holzbrücke von der Südseite mit dem Fussgängersteg

Zwischen 1855 und 1857 errichteten die Vereinigten Schweizerbahnen (VSB) eine eingleisige hölzerne Fachwerkbrücke nach dem Vorbild der Thurbrücke Müllheim. Schon damals waren die Meinungen geteilt, ob eine eiserne Brücke nicht die bessere Wahl gewesen wäre. Jedenfalls hat auch der zur Beratung beigezogene von Pauli das Projekt gebilligt. Auf seinen Vorschlag wurde auf der Südseite ein gedeckter Fussgängersteg angebracht, der der Brücke auf dieser Seite ein anderes Aussehen gab. Sie hatte sechs Öffnungen mit je 24 m Stützweite und über der Fahrbahn liegenden, durchlaufenden Howeträgern. Sie war mit Blech gedeckt und seitlich bis auf einen Rauchschlitz verkleidet. Ihre ursprünglichen Pfeiler bestanden aus gerammten Holzpfahljochen, die von den üblichen Eisbrechern geschützt waren. Das Tragwerk war so bemessen, dass es auch beim Wegfall eines Pfeilers genügend Tragfähigkeit für eine Stützweite von 48 m hatte. Diese Vorsicht war sinnvoll; schon 1860 riss ein schweres Hochwasser einen Pfeiler weg.
In den Jahren 1865 und 1866 setzte man gusseiserne, 1,74 m starke Röhrenpfeiler in dem neuen Druckluftverfahren vor und hinter die Joche. Die mit Beton verfüllten Rohre wurden durch schmiedeeiserne Querträger verbunden und übernahmen damit die Lasten. Zur Sicherheit ersetzte man 1899 und 1890 ausserdem die alten Holzpfähle durch Betonpfähle.
Die Existenz dieser hölzernen Eisenbahnbrücke, die auch nach 70 Jahren noch ohne Geschwindigkeitsbeschränkung, d. h. mit 60 km/h befahren werden konnte, blieb im 20. Jahrhundert weitgehend unbeachtet und war fast nur den Ortsansässigen und den örtlichen Mitarbeitern der SBB bekannt. Reisende haben kaum bemerkt, dass sie auf einer Holzbrücke über den Rhein fuhren, viele hatten wohl den Eindruck eines kurzen Tunnels.

### Stahlbrücke (1928)
1927 gab es ein schweres Hochwasser, das neben Deichbrüchen und ausgedehnten Überschwemmungen auch zum Einsturz der Eisenbahnbrücke Schaan–Buchs führte. Wohl auch unter dem Eindruck dieser als Rheinkatatrophe bezeichneten Ereignisse beschlossen die SBB im Juni 1927, aus Gründen der Betriebssicherheit, wegen der grossen Feuersgefahr und im Hinblick auf die bevorstehende Elektrifizierung der Strecke den schon seit Jahren geplanten Austausch des Überbaus durch eine Stahlkonstruktion durchzuführen. Das Holz der alten Brücke schenkte die SBB den Gemeinden Sennwald und Ruggell für den Bau ihrer ersten Rheinbrücke Salez–Rugell.
In der Zeit von März bis Mai 1928 wurde eine stählerne Trogbrücke mit zwei Vollwandträgern und den notwendigen Querträgern auf den vorhandenen Pfeilern erstellt. Dazu wurden Abschnitte von 18 bis 30 m Länge im Bahnhof Sargans montiert und auf niedrigen Drehschemelwagen nach Ragaz gefahren, wo sie in den nächtlichen Betriebspausen in die entsprechend vorbereitete und ausreichend breite Holzbrücke eingeschoben wurden, die danach Stück für Stück abgebaut wurde.

### Spannbetonbrücke (1994)
Im Zuge des doppelspurigen Ausbaus der Strecke Bad Ragaz–Rossriet wurde zwischen 1992 und 1994 eine neue dreifeldrige Spannbeton-Hohlkastenbrücke gebaut, deren Stahlbeton-Pfeiler auf Bohrpfählen gegründet wurde.